# Mu2 Scorpii
Pour les articles homonymes, voir Mu Scorpii.
Désignations
Mu2 Scorpii (μ2 Scorpii / μ2 Sco), formellement nommée Pipirima est une étoile de la constellation du Scorpion. Il s'agit d'une étoile bleutée sous-géante de type spectral B2 IV.
μ2 Sco est membre du sous-groupe Haut-Centaure-Loup de l'association Scorpion-Centaure.